# Campana de Bochum

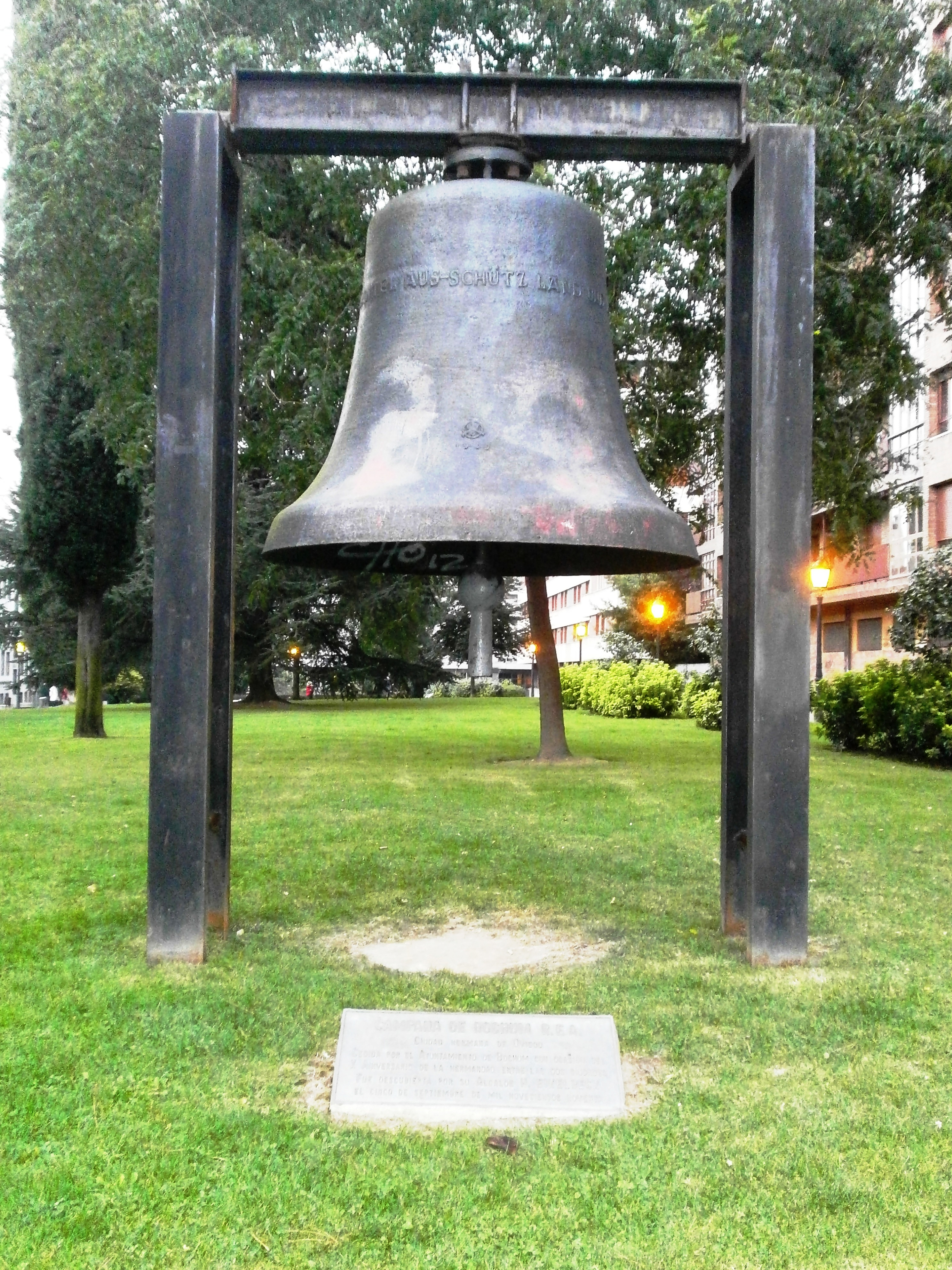

La escultura urbana conocida por el nombre Campana de Bochum, ubicada en la Calle de Llamaquique, en la ciudad de Oviedo, Principado de Asturias, España, es una de las más de un centenar que adornan las calles de la mencionada ciudad española.
El paisaje urbano de esta ciudad,  se ve adornado por  obras escultóricas, generalmente monumentos conmemorativos dedicados a personajes de especial relevancia en un primer momento, y más puramente artísticas desde finales del siglo XX.
Bochum es una de las ciudades más importantes del Valle del Ruhr, situado en la Renania del Norte-Westfalia, en Alemania. Se trata  de una ciudad industrial, con gran variedad de industrias y sede de una Universidad. En septiembre de 1979 hubo una iniciativa por parte del alcalde de Bochum para realizar el hermanamiento de aquella con alguna ciudad española a través de la Embajada de España en Bonn; el Pleno del Ayuntamiento de Oviedo lo aceptó por unanimidad en la sesión del día 26 de octubre de 1980, siendo alcalde Luis Riera Posada.
Para dar más relevancia a este hermanamiento se hizo la inauguración el 10 de octubre de 1987, de  una importante ronda de circunvalación de la urbe alemana, la Oviedo Ring, descubriéndose una placa con el nombre en la que se puntualiza que Oviedo y Bochum son ciudades hermanadas desde 1980.
Por su parte, el Ayuntamiento de Oviedo inauguró la conocida como plaza Bochum, pequeña plaza en forma de triángulo rectángulo formado por  la calle Independencia, que haría las veces de hipotenusa  y la fachada de la Escuela Técnica Superior de Ingenieros de Minas de la Universidad de Oviedo, que haría las veces de cateto mayor.
En 1990, al celebrarse el décimo aniversario del hermanamiento el Ayuntamiento de Bochum donó a la ciudad de Oviedo una gran campana que fue instalada en la plaza de la Gesta (luego trasladada a los jardines de Llamaquique), al pie de la cual puede leerse: «Campana de Bochum R.F.A.-ciudad hermana de Oviedo-cedida por el Ayuntamiento de Bochum con ocasión del X Aniversario de la hermandad entre las dos ciudades.- Fue descubierta por su Alcalde H. Eikelbeck - el cinco de septiembre de mil novecientos noventa». El cuerpo de la campana lleva graba la siguiente leyenda: «Schütz Land und Leut und Haus + MARIA + breit den Mantel aus» (+ MARÍA + proteja bajo su amplio manto al país, a los hogares y a la gente”.
En respuesta a este gesto,  en agosto de 1991 la Ciudad de Oviedo regaló a la de Bochum un relieve de la Cruz de los Ángeles que quedó instalada en la escalera del Ayuntamiento de la ciudad alemana.